# Leiella arnaudi
Leiella arnaudi är en tvåvingeart som beskrevs av Lane 1962. Leiella arnaudi ingår i släktet Leiella och familjen svampmyggor. Inga underarter finns listade i Catalogue of Life.